# Kościół św. Dominika w Tiel
Kościół św. Dominika (nid. Sint-Dominicuskerk) – rzymskokatolicka świątynia znajdująca się w holenderskim mieście Tiel.

## Historia
Pierwszy poreformacyjny kościół katolicki w Tiel wzniesiono w 1860 roku. Budynek spłonął w 1938. 10 października 1939 rozpoczęto budowę obecnego kościoła, ukończoną świątynię konsekrował 11 listopada 1940 abp Utrechtu Johannes de Jong. Podczas II wojny światowej zniszczona została wieża kościelna. Do 29 czerwca 1997 roku budynkiem opiekowali się dominikanie. Świątynia została gruntownie odremontowana w 2010 roku.

## Opis
Świątynia powstała według projektu Johannesa van Halterena. Wzniesiona z cegieł, mogąca pomieścić 890 wiernych. Elementy wyposażenia wykonali Jac Sprenkels, Peter Roovers, Alex Ernste i Johan Ponsioen, a witraże są autorstwa Alexa Asperlaga.
Na emporze znajdują się organy, wykonane przez Josa Vermeulena z Alkmaaru i oddane do użytku 16 sierpnia 1958. W 1997 odremontowane przez warsztat Pels & Van Leeuwen. Składają się z 1948 piszczałek, największa z nich ma długość 6 m i średnicę 24 cm.
Przy kościele od 1968 działa chór młodzieżowy Chantiel.

## Galeria

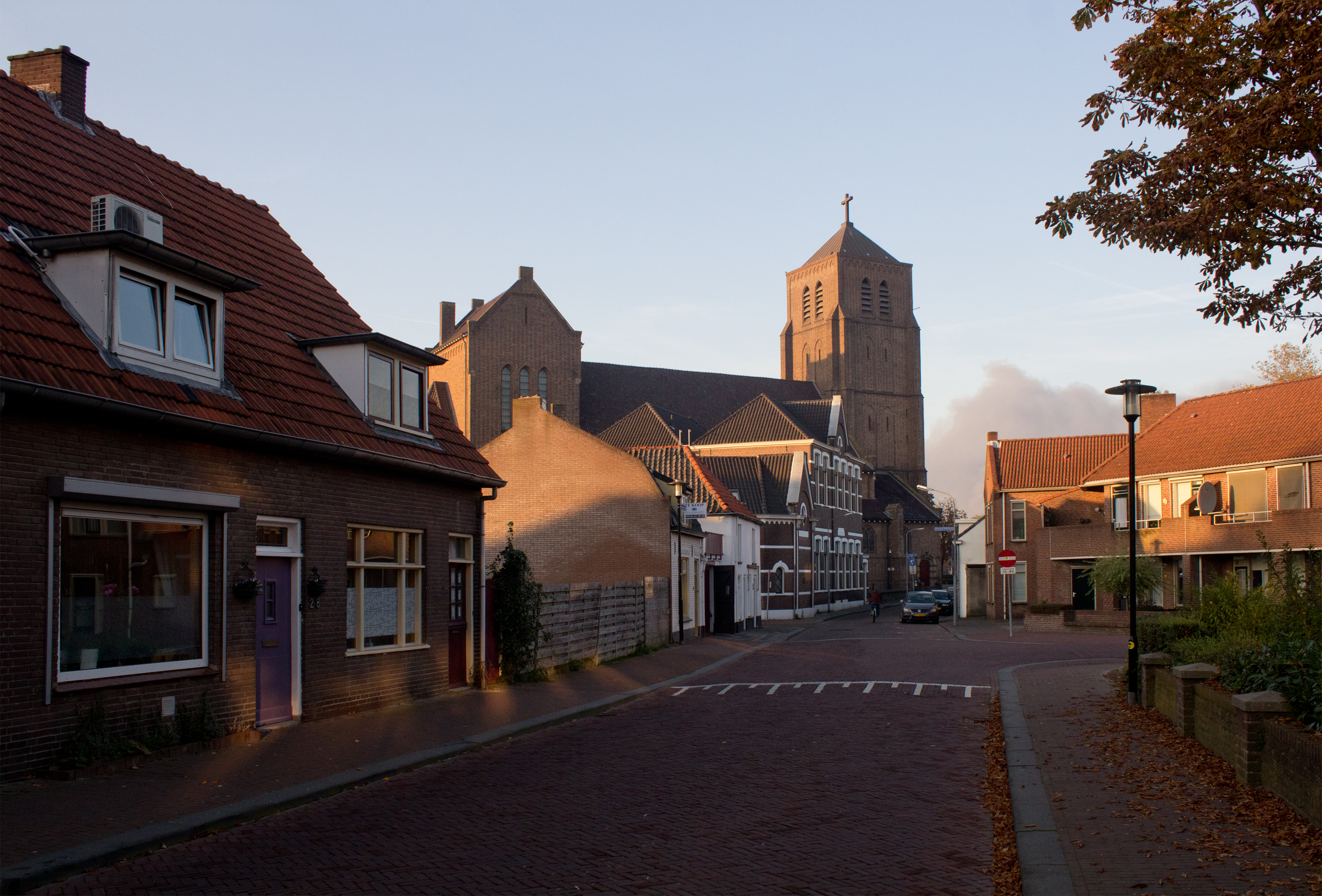
Widok z południa
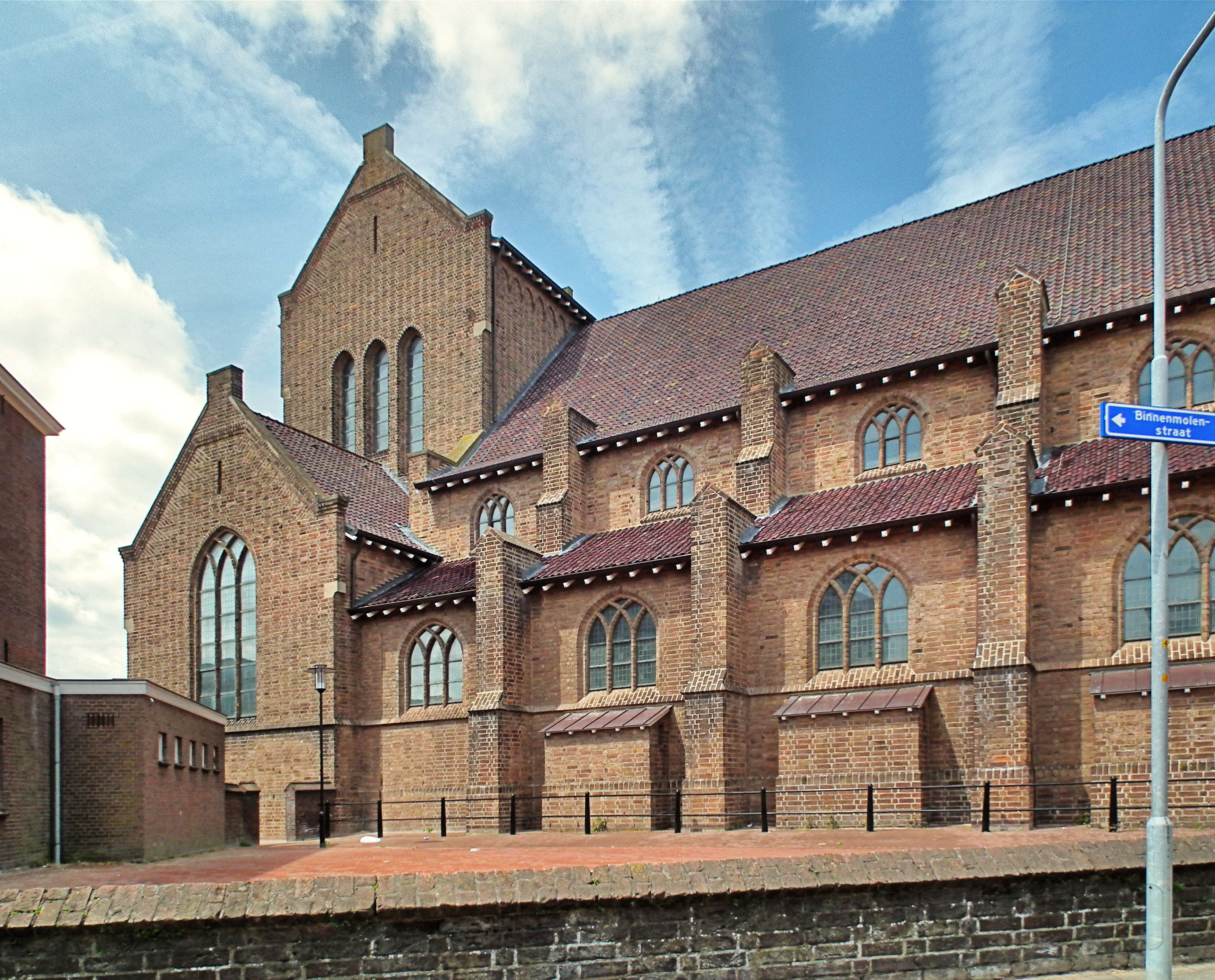
Elewacja południowa
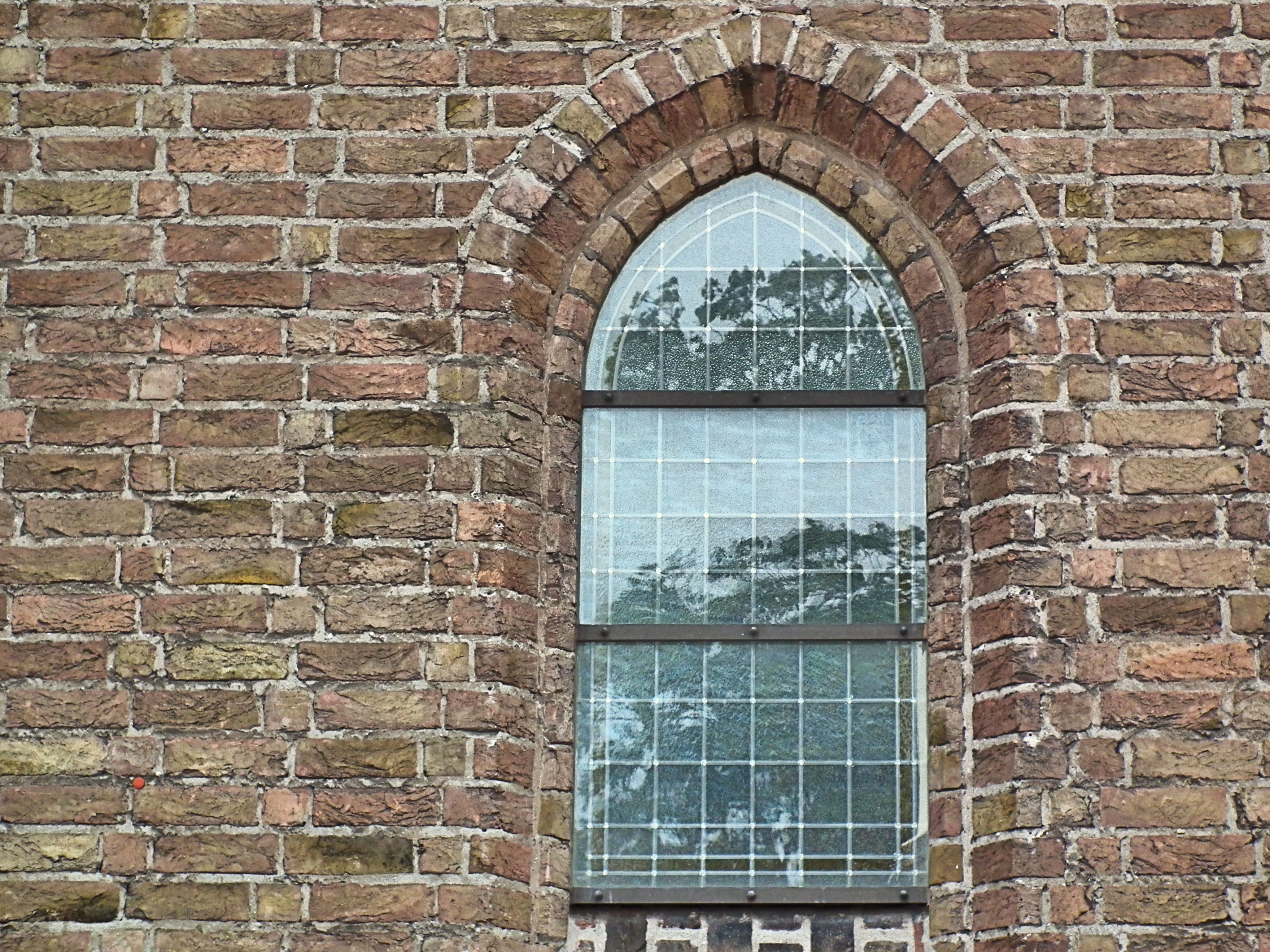
Jedno z okien
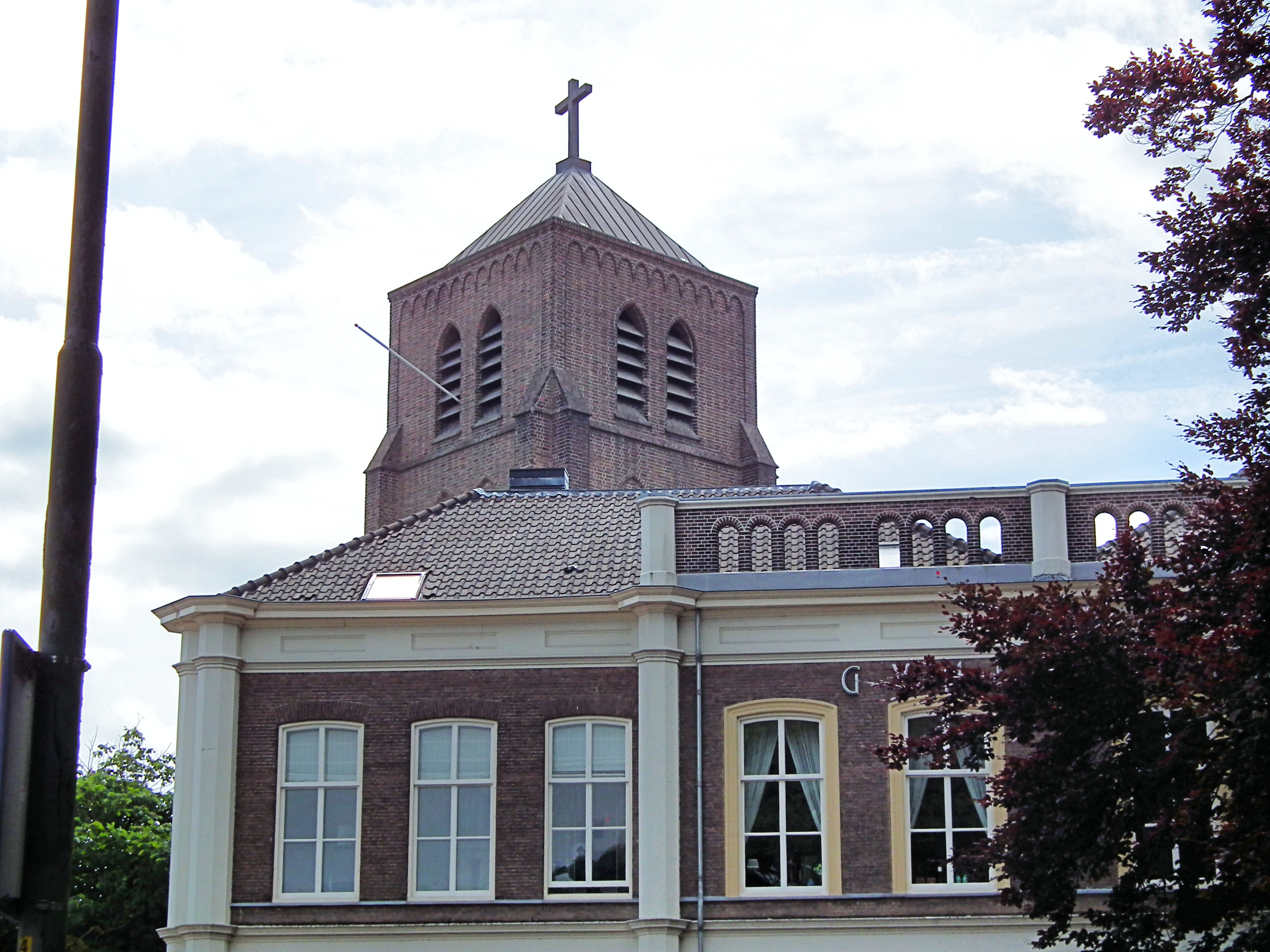
Wieża